# Paula Wężyk

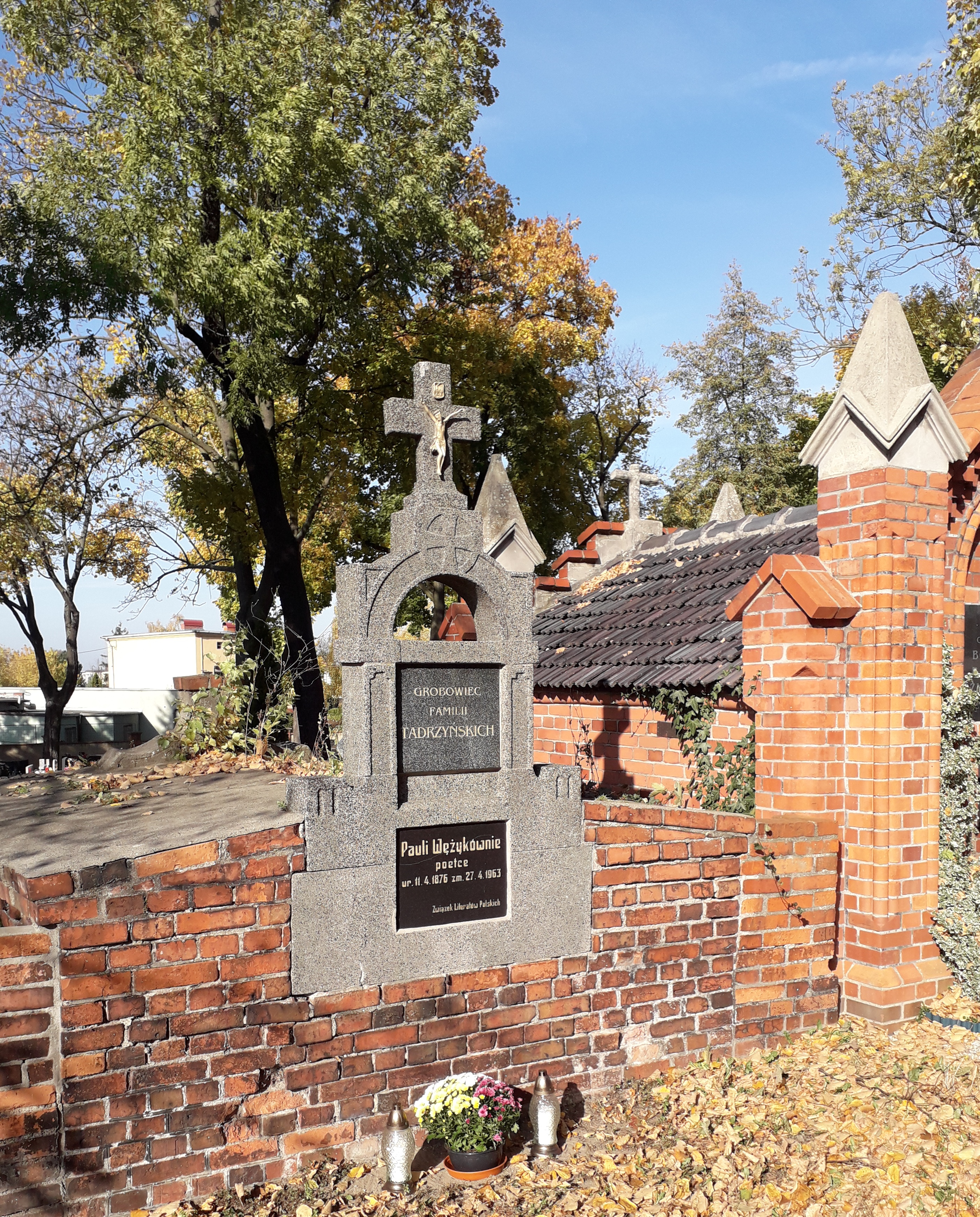
Miejsce spoczynku Pauli Wężyk. Grobowiec Tadrzyńskich na cmentarzu przy śremskiej farze.

Paula (Paulina Rozalia) Wężyk, używała także formy Wężykówna, ps. "P.W." (ur. 11 kwietnia 1876 w Kępnie, zm. 27 kwietnia 1963 w Śremie) – polska poetka, publicystka i działaczka społeczna, odznaczona Srebrnym Wawrzynem Akademickim  przez Polską Akademię Literatury.

## Życiorys
Była przedstawicielką myjomickiej linii rodu Wężyków z Osin herbu Wąż, którego początki sięgają pierwszej połowy XV w. Była córką Pawła Bolesława Wężyka (1829–1893) i Eleonory Ewy Kamockiej (1844 -1919) z Niewierszyna. Paweł i Eleonora pobrali się 15 maja 1860 r. w kościele parafialnym w Dąbrowie nad Czarną w powiecie opoczyńskim w Królestwie Polskim. Eleonora wniosła Pawłowi Wężykowi w posagu połowę wsi Niewierszyn z folwarkami Wymysłów i Taraska oraz włości Ostrów, Kamocka Wola i Kawęczyn. Kiedy w styczniu 1863 r. w Królestwie Polskim wybuchło powstanie przeciwko rosyjskiemu zaborcy, Wężykowie od samego początku wspomagali powstańców. W wyniku represji, a także obciążeń hipotecznych Paweł Wężyk zmuszony został do sprzedaży w kwietniu 1869 r. wsi Kawęczyn, a później także Niewierszyna. Eleonora Wężyk z trzema córkami opuściła Niewierszyn 1 lipca 1870 r. Przez rok mieszkała w Warszawie, w której Wężykowie mieli kamienicę, a następnie zamieszkała w Kępnie. Paweł Wężyk, na zlecenie brata Władysława, administrował jego majątkiem w Myjomicach.                                                                                                                                                                          
Paula Wężyk miała pięć sióstr: Maria (1862-1903) wyszła za mąż za Celestyna Przyłuskiego (1854-1896), Zofia (1863-1898) poślubiła pochodzącego ze Śremu Zygmunta Tadrzyńskiego (1857-1901), Felicja (1865-1928) była żoną Antoniego Grabskiego herbu Pomian (1857-1917) , Aniela (1870-1948) wyszła za mąż za Władysława Tomaszewskiego (1865-1914), Józefa (1871-) poślubiła pochodzącego z Mechlina koło Śremu Kazimierza Chrzanowskiego (1856-1909), po jego śmierci wyszła za mąż powtórnie za Bernarda Chrzanowskiego (1861-1944) herbu Nowina. Siostry Pauli były bardzo zaangażowane społecznie i udzielały się w różnych organizacjach kobiecych.                                                                                                                                                                           

### Lata 1876-1902
Pierwsze lata życia spędziła w Kępnie. W 1882 roku Wężykowie zamieszkali w Ostrowie Wielkopolskim, gdzie Paula poszła do szkoły, co skutkowało traumatycznymi przeżyciami. Dla jej edukacji ważne były pobyty w majątku stryja Adolfa Wężyka w Karminie pod Pleszewem, gdzie uczyła się razem z kuzynkami Józefą, Stanisławą i Wandą. Panienki uczono języka polskiego, historii ojczystej, geografii i języka francuskiego. Już jako dziecko pisywała powinszowania dla rodzeństwa i rodziców. Czytała również ówczesne czasopisma dla dzieci zwłaszcza "Wieczory Rodzinne". W 1889 roku czasopismo to ogłosiło konkurs, w którym wzięła udział wysyłając swój wiersz pt. Litościwa Bronisia, który podpisała pseudonimem Mimoza. Wiersz został doceniony i w nagrodę opublikowany jako "Powiastka konkursowa" w "Wieczorach Rodzinnych" nr 26 z czerwca 1889 roku.
W grudniu 1889 roku lub w styczniu 1890 Eleonora i Paweł Wężykowie wraz z Paulą przenieśli się do Kalisza, gdzie Paula kontynuowała naukę. W ówczesnym Kaliszu ważną rolę w życiu oświatowym odgrywali Stefan Giller (1834-1918) oraz Melania Parczewska (1850-1920). W jubileuszowym artykule z 1929 roku podkreślano ich wpływ na intelektualny rozwój Pauli.
25 stycznia 1893 roku zmarł Paweł Wężyk. W końcu 1901 roku Eleonora Wężykowa z Paulą podjęły decyzję o opuszczeniu Kalisza i zamieszkaniu w Poznaniu.

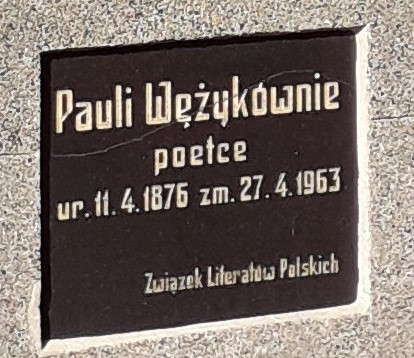
Pamiątkowa tablica ufundowana przez członków poznańskiego oddziału Związku Literatów Polskich

### Lata 1902-1921
Poznań będący centrum polskiego życia społecznego i kulturalnego dawał Pauli Wężyk możliwości zapewnienia godnego życia sobie i matce. Zadebiutowała w marcu 1903 roku na łamach "Dziennika Poznańskiego" skromnym wierszem zadedykowanym solenizantom - Józefom. W 1904 roku opublikowała wiersz Zaduszki oraz wiersz Na wiec, który nawiązywał do odbywającego się w tym czasie w Poznaniu wiecu kobiet. W tym samym, roku nawiązała współpracę z ks. Józefem Kłosem i kierowanym przez niego "Przewodnikiem Katolickim", pisała do dodatku dla dzieci pod nazwą "Opiekun Dziatek". Z czasem jej wiersze zaczęły ukazywać się na pierwszej stronie tygodnika. Utwory nawiązywały tematyką do świąt kościelnych, przyrody, obyczajów ludowych i problemów społecznych. Wiersz Nad polską wioską (1907, nr 42) był jej głosem w sprawie noweli osadniczej z 1904 roku i postawy walczącego o prawo do wybudowania domu Michała Drzymały. W Poznaniu Paula Wężyk szybko włączyła się w działalność charytatywną. W 1907 roku zadebiutowała w tygodniku "Praca" wierszem napisanym z okazji "Złotego wesela" hr. Mieczysława (1833-1918) i Marii (1837-1924) Kwileckich z Oporowa koło Szamotuł. W 1909 roku Paula Wężyk pisała do wychodzącego w Poznaniu dwutygodnika "Gazeta dla Kobiet". Od maja 1910 roku na łamach "Pracy" ukazywał się skierowany do dzieci "Nasz kącik", którego redagowanie powierzono Pauli Wężyk. W Kąciku m.in. edukowała dzieci (pozbawione w szkole możliwości nauki języka polskiego) w zakresie poprawnego posługiwania się językiem ojczystym. Pisała do Kącika wiersze, opowiastki, legendy, zagadki historyczne, porady, relacjonowała swoje podróże i wpajała zasady dobrego zachowania. Korespondowała z czytelnikami, zachęcała dzieci do pisania listów i odpowiadała na nie w Kąciku podpisując się jako "Kochająca przyjaciółka". W swoich utworach odnosiła się do ważnych rocznic i bieżących wydarzeń, po śmierci Elizy Orzeszkowej, a później Marii Konopnickiej opublikowała upamiętniające obie pisarki wiersze. Angażowała się w działalność społeczną i zachęcała do tego dzieci, m.in. prowadziła zbiórkę darów które przekazywała na potrzeby Towarzystwa św. Wincentego à Paulo. W 1912 roku włączyła się w akcję Komitetu Polek dla Sprawy Kanonizacji Królowej Jadwigi. Pisała o tym w Kąciku i zachęcała dzieci do zbierania podpisów pod odezwą. Za tę działalność otrzymała podziękowania od bpa diecezji lwowskiej ks. Władysława Bandurskiego (1855-1932). Współpracowała z księdzem Antonim Ludwiczakiem (1878-1942) i wspierała swoimi utworami wydawane przez niego pisemko "Przyjaciel dzieci". Paula Wężyk interesowała się metodami pracy z dziećmi w wieku przedszkolnym. Współpracowała z działającą wówczas w Poznaniu Walerią Puffke (1852-1915) znaną i cenioną nauczycielką specjalizującą się w zakresie teorii i praktyki wychowania przedszkolnego. Wspierała działalność organizacji i czasopism abstynenckich w tym "Przyjaciela Trzeźwości" i "Naszego Przewodnika".   
Od pierwszych dni wojny w "Naszym Kąciku" uspokajała dzieci, pocieszała i radziła, aby mimo trwającej wojny nie zaniedbywały nauki. Redagowała Kącik do końca 1915 roku. Od marca 1916 roku do wychodzącego w Poznaniu "Przewodnika Gospodarskiego" dołączany był dodatek "Gospodyni Wiejska" w którym Paula Wężyk prowadziła rubrykę "Trzy słówka". Prawdopodobnie w styczniu 1917 roku rozpoczęła współpracę z ukazującym się w Poznaniu "Głosem Wielkopolanek", w którym redagowała stronę kierowaną dla dzieci również pod nazwą "Nasz Kącik". W latach wojny aktywnie angażowała się w działalność dobroczynną, apelowała o pomoc dla cierpiących, ogłaszała zbiórki darów i sama dostarczała je potrzebującym rodzinom. Od połowy 1919 roku w związku z chorobą matki Paula Wężyk ograniczała swoją aktywność w Kąciku. W listopadzie 1919 roku opublikowała wiersz pt. Kiedyś nam Polskę powrócił Boże w którym wyrażała troskę o przyszłość wolnej Ojczyzny.    
Eleonora Wężykowa zmarła 30 listopada 1919 roku. Przeżycia związane z chorobą matki i jej śmiercią nadwyrężyły zdrowie Pauli Wężyk. Dla podratowania zdrowia wyjeżdżała do Myjomic. Pracę przerwała aż do 1922 roku.   

### Lata 1922–1939
Do redagowania Kącika powróciła w 1922 roku. Kącik podzieliła i prowadziła na przemian, dla dzieci wieku 7-15 lat i starszych. W każdym numerze publikowała wiersze, obrazki sceniczne i pogadanki wychowawcze oraz odpowiedzi na listy. W maju 1923 roku Paula Wężyk opuściła Poznań i przyjechała do Śremu, gdzie jesienią podjęła pracę wychowawczyni w ochronce dla dzieci. Pracowała w Śremie do 1924 roku. Wróciła do Poznania wezwana przez księdza Józefa Kłosa, który powrócił do kierowania redakcją "Przewodnika Katolickiego". W kwietniu 1924 roku do "Przewodnika Katolickiego" dołączono pierwszy numer "Opiekuna Dziatek" w którym zamieszczono wiersz Pauli Wężyk pt. Jak witają Opiekuna!. Współpracę z "Przewodnikiem Katolickim" kontynuowała przez kolejnych piętnaście lat pisząc do jego kolejnych dodatków dla dzieci: "Naszej Przyszłości" (1927-1930), a następnie "Małego Przewodnika". W 1927 roku wznowiono w Poznaniu pismo "Przyjaciel Trzeźwości". W latach 1927–1930 Paula Wężyk współpracowała z jego redaktorem ks. Tadeuszem Gałdyńskim(1891-1941) bezinteresownie wspierając wydawnictwo swoimi wierszami, opowiastkami i małymi utworami scenicznymi. W następnych latach kontynuowała współpracę z kolejnymi redaktorami m.in. księdzem Józefem Janiszewskim (1880-1940). W tym czasie pisała również do "Małego Światka" redagowanego przez księdza Henryka Szumana (1882-1939). Zamieszczała tam przede wszystkim wiersze religijne i patriotyczne. Paula Wężyk była oddana idei organizowania katolickich misji w Afryce i Azji. Wspierała zgromadzenia misyjne, a zwłaszcza Zgromadzenie Słowa Bożego oraz Sodalicję św. Piotra Klawera dla Katolickich Misji Afrykańskich, dochód z drukowanych przez oba zgromadzenia utworów przeznaczała na potrzeby pracy na misjach i wśród polskiej emigracji. Była miłośniczką polskiej pieśni i muzyki, a temat ten poruszała w swoich wierszach. W czasach zaborów, w celu zachowania polskości, zachęcała do śpiewania dzieci i młodzież. Napisała m.in. słowa pieśni dla Miejskiego Katolickiego Gimnazjum Żeńskiego w Bydgoszczy oraz słowa do Mszy D-dur ks. kanonika Kazimierza Kleina. Do jej utworów muzykę pisali Feliks Nowowiejski (1877-1946), Otton Mieczysław Żukowski (1867-1942)  i Jan Edmund Reszke (1909-1950). W 1929 roku podczas odbywającej się w Poznaiu Powszechnej Wystawy Krajowej w pawilonie Związku Ziemianek i Włościanek pokazano osiągnięcia jego członkiń, twórczość Pauli Wężyk znalazła miejsce wśród pisarek takich jak Maria Rodziewiczówna, Zofia Kossak-Szczucka czy Maria Zamoyska. W tym czasie Paula Wężyk była także aktywną działaczką poznańskiej Sodalicji Pań pod wezwaniem Niepokalanego Poczęcia Najświętszej Marii Panny, Towarzystwa "Pielgrzym" w Poznaniu oraz Towarzystwa Kolonii Wakacyjnych i Stacji Sanitarnych "Stella".   
W grudniu 1929 roku obchodziła jubileusz pracy literackiej z tej okazji ukazało się w prasie wiele okolicznościowych artykułów. O poetce pisały: "Kurier Poznański", "Przewodnik katolicki", "Nasza Przyszłość", "Przegląd Oświatowy" oraz "Przyjaciel Trzeźwości". W 1936 roku otrzymała Srebrny Wawrzyn Akademicki Polskiej Akademii Literatury "za krzewienie czytelnictwa".    
Informacje na temat jej losów na początku wojny są sprzeczne. Opuściła Poznań pod koniec 1939 roku lub na początku 1940 i znalazła schronienie w Pleszewie.   

### Lata 1940-1963
W czasie pobytu w Pleszewie przebywała w Zgromadzeniu Sióstr Służebniczek Niepokalanie Poczętej Najświętszej Maryi Panny. Zgromadzenie prowadziło Dom Opieki dla Dorosłych. W maju 1940 roku Niemcy zakazali służebniczkom prowadzenia tej działalności, a grudniu 1941 roku zajęli ich dom generalny na szpital wojskowy. Zakonnice szukały schronienia w okolicy, a Paula Wężyk przyjechała do Śremu, gdzie początkowo zamieszkała w domu Heleny i Marcelego Mieloszyńskich. Utrzymywała kontakty z dziećmi i przygotowywała je do pierwszej Komunii św., ofiarowując w prezencie swoje wiersze, niektóre z nich znajdują się w zbiorach Muzeum Śremskiego. W kwietniu 1945 roku otwarto w Śremie ponownie Zakład dla Ubogich, po koniecznych remontach Paula Wężyk otrzymała tam samodzielny pokój na poddaszu. W październiku 1946 roku śremskie parafie wizytował abp metropolita poznański Walenty Dymek (1888-1956) wśród śremian przyjmujących dostojnego gościa była także Paula Wężyk. Wzięła także udział w spotkaniu arcybiskupa z uczniami Gimnazjum i Liceum  Ogólnokształcącego w Śremie. Paula Wężyk nawiązała trwałe relacje ze śremianami, którzy odwiedzali ją w tzw. "klasztorku". Miłe kontakty miała także ze śremskimi harcerzami. W 1945 roku nakładem Powiatowego Komitetu Opieki Społecznej w Śremie ukazał się tomik na podstawie rękopisu poematu Pauli Wężyk pt. O mój Jezu, kocham Cię.
Zmarła 27 kwietnia 1963 roku a pogrzeb odbył się 30 kwietnia.Kondukt żałobny w asyście księży prowadził biskup Franciszek Jedwabski (1895-1975). Mszę św. pogrzebową odprawił ksiądz Kazimierz Tadrzyński (1891-1980), siostrzeniec poetki. W pogrzebie tłumnie uczestniczyli mieszkańcy Śremu. Poetka spoczęła w grobowcu 'Familii Tadrzyńskich" na cmentarzu przy śremskiej farze.

## Twórczość

### Książki
- O dzieciach dla dzieci, Księgarnia św. Wojciecha, Poznań 1905.
- Westchnienia i uśmiechy, Nakładem i drukiem „Pracy”, Poznań 1909.
- Rok w powiastkach i wierszykach dla dzieci, [Okładka i ilustracje Jan Wroniecki], Nakładem i czcionkami Drukarni „Pracy”, Poznań 1912.
- Rok w powiastkach i wierszykach dla dzieci, [Okładka i ilustracje Jan Wroniecki], Nakładem i czcionkami Drukarni „Pracy”, Poznań 1913 [wznowienie].
- Zbudzenie śpiących rycerzy, Baśń fantastyczna w 3 odsłonach, Czcionkami Drukarni „Dziennika Poznańskiego”, Poznań 1918/1919.
- Zbudzenie śpiących rycerzy, Baśń fantastyczna w 3 odsłonach, Czcionkami Drukarni „Dziennika Poznańskiego”, Poznań 1922 [drugie wydanie].
- Święte powołanie, Misyjny obrazek sceniczny w 3 odsłonach, Nakładem Zakładu Misyjnego św. Józefa w Górnej Grupie 1926.
- Dziewczęce dusze, Misyjny obrazek sceniczny w dwóch odsłonach, Nakładem Zakładu Misyjnego św. Józefa w Górnej Grupie 1927.
- Kochajmy ptaszki i zwierzęta, Fiszer i Majewski Księgarnia Uniwersytecka, Poznań 1929.
- Droga do Nieba, Zbiór pięknych wierszyków o Dzieciątku Jezus dla dzieci. Nakładem drukarni „Powściągliwość i Praca”, Kraków 1929.
- Nasz wróg, Zbiór wierszy, powiastek i obrazek sceniczny. Katolicki Związek Abstynentów, Poznań 1929.
- Powiastki i opowiadania, Nakładem Wydawnictwa „Małego Misjonarza” w Górnej Grupie pod Grudziądzem 1929: Tom 1: Promyczek Boży. Tom 2: Bez opieki. Tom 3: Laleczka.
- Droga do Nieba, Zbiór pięknych wierszyków o Dzieciątku Jezus dla dzieci. [Okładka i ilustracje Michalina Janoszanka]. Nakładem drukarni „Powściągliwośći Praca”, Kraków 1930. [ponowny druk].
- Jak trwoga to do Boga, czyli jak biały zamienił się w murzyna. Obrazek z życia misyjnego w 1. akcie. Z francuskiego uzupełniła i przerobiła P[aula] W[ężyk], Sodalicja św. Piotra Klawera, Kraków 1931.
- Kwiat polskiej ziemi, Obrazek ludowy sceniczny w 5 odsłonach ze śpiewami układu ks. Franciszka Walczyńskiego. Nakład i własność Urzędu Parafialnego w Zabawie. Tarnów 1931.
- Błogosławieni którzy chwalą Pana, Sztuka w trzech aktach. Czcionkami i nakładem Misjonarzy Słowa Bożego, Górna Grupa 1933.
- Ja o Was nigdy nie zapomnę! Obraz sceniczny w sześciu odsłonach. Rzecz dzieje się w kolonii polskiej „Orzeł Biały” w Brazylii w roku 1932-32. Nakładem Seminarium Zagranicznego, Potulice 1935.
- Dla Boga i Ojczyzny, Obraz sceniczny w czterech aktach, Nakładem Seminarium Zagranicznego, Potulice 1935.
- Jone-K. Misyjny obrazek sceniczny w trzech aktach. Józef Świętek, [opracowanie Paula Wężykówna],  Nakład i druk Wydawnictwa Misjonarzy Słowa Bożego w Górnej Grupie 1936.
- Dla ministrantów, Powinszowania, deklamacje, obrazki sceniczne, hymny, Nakładem Księży Proboszczów Poznańskich, [Poznań] 1935.
- Nawrócony, Misyjny obrazek sceniczny w 4 odsłonach. Nakładem i drukarnią Księży Misjonarzy Słowa Bożego, Górna Grupa 1937.
- Feluś i inne pobożne dzieci, Fragmenciki z ich życia. Nakładem i drukarnią Księży Misjonarzy Słowa Bożego, Górna Grupa 1938.
- O mój Jezu, kocham Cię, Wierszyki religijne dla dzieci. Nakładem Powiatowego Komitetu Opieki Społecznej w Śremie, Śrem 1945.
- Jak się bawią nasze dzieci, Książeczka z obrazkami dla najmłodszych, Paula Wężyk, Janina Jellaczyc, Zofia Sokołowska. [Okładka Czesław Kuryatto; ilustracje Wanda Świdowa]. Nakładem Księgarni św. Jacka w Katowicach, Katowice 1946.
- Syn Niemki, Pulaski, Wis. [USA], Wydawnictwo OO. Franciszkanów, 1954.

### Pieśni z nutami
- Hymn ministrantów, Muzyka Jan Edmund Reszke; słowa Paula Wężykówna, Poznań 1934.
- Królowa Panieńska, Pieśń uczennic Miejsk[iego] Katol[ickiego] Gimn[azjum] Żeńskiegow Bydgoszczy: śpiew [i] fortepian lub harmonium. Muzykę skomponował prof. [Leon] Fengler; słowa napisała Paula Wężyk, Bydgoszcz 1924 [druk].
- Tryumfalna msza polska, Na chór mieszany: op. 13, tenor, bas. Muzyka Kazimierz Klein; słowa Pauly[!] Wężykównej [!], Poznań: K.T. Barwicki, 1948.
- Tryumfalna msza polska, Na chór mieszany z tow[arzyszeniem] organów. Op.13. ułożył Kazimierz Klein; słowa Pauly[!]Wężykówny [!], Poznań: K.T. Barwicki, 1949.

## Upamiętnienie

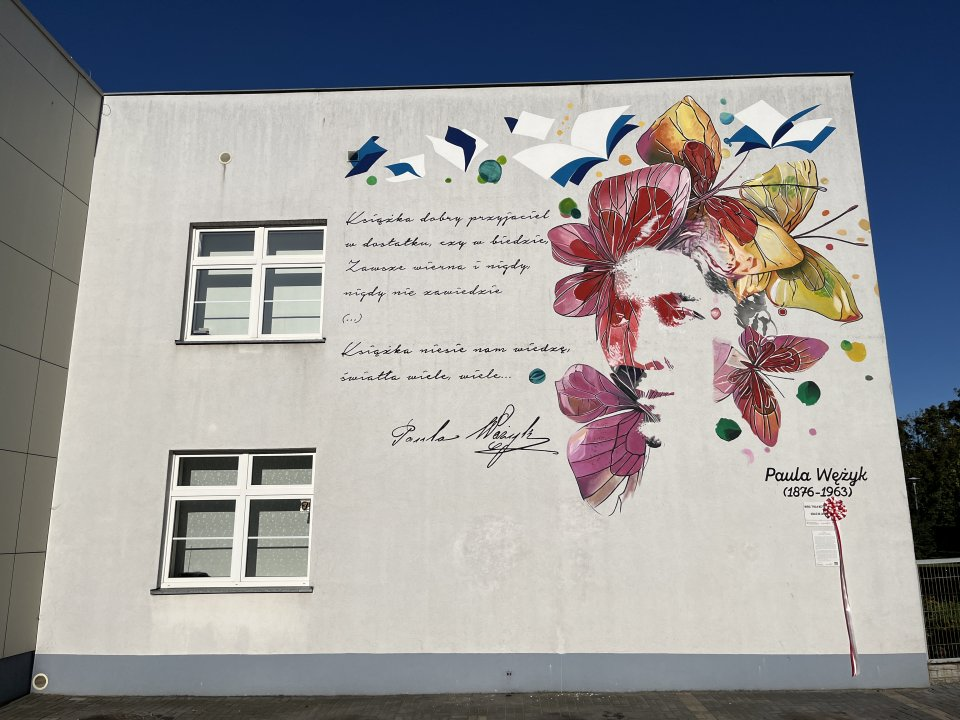
Mural na elewacji Biblioteki Publicznej im. H. Święcickiego w Śremie, ul. Grunwaldzka 10

Spoczywa w grobowcu Familii Tadrzyńskich na cmentarzu parafialnym przy śremskiej farze. Na ścianie grobowca umieszczono tablicę ufundowaną przez członków poznańskiego oddziału Związku Literatów Polskich. Decyzję o ofiarowaniu pamiątkowej tablicy podjęto podczas walnego zebrania sprawozdawczo–wyborczego 12 listopada 1963 r. Przewodniczył zebraniu poeta – Edwin Herbert (1910–1974). Paula Wężyk ma swój biogram w Archiwum Historii Kobiet. O Pauli Wężyk pisywał Sławomir Leitgeber (1921-2010) wnuk jej siostry Anieli. Jest on także autorem biogramu poetki zamieszczonego w Wielkopolskim słowniku biograficznym. Fragment wiersza Kocham Śrem opublikował w 1990 roku Adam Podsiadły w miesięczniku "Głos Śremski". W Kępnie przypominał poetkę regionalista Henryk Tyszkiewicz. Cenny wkład w upamiętnienie dorobku Pauli Wężyk ma Muzeum Śremskie, w którym organizowane były spotkania i wieczory wspomnieniowe z udziałem m.in. Sławomira Leitgebera i Józefa Drążkiewicza (1944-2017). Popularyzatorkami twórczości poetki są też Danuta Płygawko i Barbara Nowicka, autorka biogramu zamieszczonego w Słowniku biograficznym Śremu wydanym przez Bibliotekę Publiczną w Śremie. W 2022 roku w serii "Śrem w małych monografiach" ukazała się książka Danuty Płygawko i Ewy Bąk pt. Paula Wężyk (1876-1963). Poetka, która pokochała Śrem, której wydawcą jest Biblioteka Publiczna w Śremie. 16 września 2023 roku na elewacji Biblioteki Publicznej w Śremie odsłonięto mural poświęcony poetce. Mural "Paula Wężyk – ocalić od zapomnienia" zrealizowany został dzięki współpracy z Fundacją Autentyczności w Sztuce i dofinansowaniu ze środków Biura "Niepodległa" w ramach Programu Dotacyjnego „Niepodległa".